# Kirk Hoffmann
Kirk Hoffmann (13 de noviembre de 1983) es un deportista estadounidense que compitió en judo. Ganó dos medallas de bronce en el Campeonato Panamericano de Judo en los años 2005 y 2007.

## Palmarés internacional
| Campeonato Panamericano | Campeonato Panamericano | Campeonato Panamericano | Campeonato Panamericano |
| Año                     | Lugar                   | Medalla                 | Categoría               |
| ----------------------- | ----------------------- | ----------------------- | ----------------------- |
| 2005                    | Caguas (Puerto Rico)    | Medalla de bronce       | +100 kg                 |
| 2007                    | Montreal (Canadá)       | Medalla de bronce       | +100 kg                 |